# قالب سند ترکیبی
قالب سند ترکیبی (CDF) مجموعه ای از نامزد استانداردهای ائتلاف وب جهان‌گستر است که قالب فایل‌های الکترونیکی ترکیبی را توصیف می‌کند که شامل چندین فرمت مانند SVG، XHTML، SMIL و XForms است. استانداردهای اصلی عبارتند از: سند ترکیبی یکپارچه سازی وب و سند ترکیبی توسط چارچوب مرجع (CDR). از تاریخ ۱۹ اوت ۲۰۱۰، کارگروه سندهای ترکیبی بسته شده‌است و توسعه استاندارد سندهای ترکیبی توسط ائتلاف وب جهان‌گستر متوقف شده‌است.